# Kenizé Mourad
Kenizé Mourad (París, 14 de noviembre de 1939) es una periodista y escritora francesa, de origen turco-indio.

## Biografía
Nacida Kenizé de Kotwara, es la hija de una princesa turca, Hanim Selma Rauf (Estambul, 1914 - París, 1941) y del Nawab Amir al-Kotwara; es por tanto descendiente, por línea paterna, de Hazrat Hussein, nieto del profeta Mahoma, cuyos descendientes llegaron de Arabia a la India en el siglo XI.
Su madre descendía del sultán Murad V. Con el fin del Imperio Otomano en marzo de 1924 la dinastía otomana se exilió, la madre de Kenizé, siguiendo a su vez a su propia madre, huyó al Líbano, donde fue educada en una escuela católica francesa y se casó en 1937 en Lucknow con un príncipe indio musulmán a quien no conocía y que le había sido recomendado encarecidamente a su madre por el mulá Chaukat Alí. Se trasladó a París en marzo de 1939 para dar a luz a Kenizé, a pesar de que hizo creer a su marido que había nacido muerta razón por la cual el nawab no supo de la existencia de su hija hasta el fin de la Segunda Guerra Mundial. La madre de Kenizé murió de septicemia en un hotel de París en enero de 1941 en circunstancias trágicas, dejando a su hija al cuidado de un siervo fiel que la acompañó a Francia desde la India y que había estado al servicio de la familia desde los tiempos de Estambul. Tras estar a punto de morir de inanición, Kenizé se crio desde 1941 en la sede del consulado de Suiza y se educó en un convento de monjas católicas, que la dieron en adopción a dos sucesivas familias francesas y a una española.
A los veinte años de edad y en busca de sus raíces, se lanzó al descubrimiento del Islam mediante la lectura de los textos de los sabios del sufismo. Kenizé realizó viajes a la India y Pakistán, mientras realizaba sus estudios en los campos de la psicología y la sociología en La Sorbona.
Se unió al Nouvel Observateur en 1970, donde comenzó a trabajar en el servicio de documentación antes de escribir artículos. Se especializa en el Oriente Medio y el subcontinente indio, habiendo hecho la cobertura de las guerras en el Líbano, el conflicto palestino-israelí y la Revolución iraní.
La vida de su madre (de la que la escritora llevará el apellido como seudónimo literario Mourad') se convertirá en objeto de su primera novela titulada De parte de la princesa muerta, publicada en 1987 (título original De la part de la princesse morte), se convirtió inmediatamente en un best-seller de ventas de libros publicados en todo el mundo en más de veinte idiomas, incluido el turco. En Turquía, el libro tuvo un éxito particular, contando por primera vez el final del Imperio a través de los ojos de un miembro de la familia imperial: sólo las partes de la novela en la que la figura de Kemal Ataturk , del que la madre de Kenizé estuvo enamorada platónicamente de niña, contaba con un trato favorecedor, no se tradujeron.
La escritora ha publicado en 1998 una nueva novela, titulada Un jardín en Badalpur, y que narra la historia de la reunificación de la autora con la parte india de su familia. Kenizé Mourad ha vuelto a vivir en la tierra de sus antepasados, Turquía y vive en Estambul en su casa en el Bósforo. Habla con absoluta fluidez francés, inglés, árabe, urdu y español. No habla turco.